# Santa Catarina (Brazilië)
Santa Catarina is een van de 26 deelstaten van Brazilië.
De staat met de standaardafkorting SC heeft een oppervlakte van ca. 95.736 km² en ligt in de regio Zuid. Santa Catarina grenst aan de Atlantische Oceaan in het oosten en zuidoosten, Rio Grande do Sul in het zuiden, Argentinië in het westen en Paraná in het noorden. In 2017 had de staat 7.001.161 inwoners. De hoofdstad Florianópolis, ook wel liefkozend Floripa genoemd, is voor de kust gelegen op een eiland twee keer zo groot als Texel. De grootste stad van de deelstaat is Joinville. De staat heeft 3,4% van de Braziliaanse bevolking en produceert 3,8% van het BBP van het land.
Een aanzienlijk deel van de bevolking van Santa Catarina is van Duitse of Italiaanse afkomst. Een beroemde inwoner is Gustavo Kuerten.
Van 1842 tot 1875 kwamen hier ook kolonisten uit West-Vlaanderen aan.

## Belangrijke steden
| Stad                                            | Inwoners |
| ----------------------------------------------- | -------- |
| Joinville                                       | 577.077  |
| Florianópolis                                   | 485.838  |
| Blumenau                                        | 348.513  |
| São José                                        | 239.718  |
| Chapecó                                         | 213.279  |
| Itajaí                                          | 212.615  |
| Criciúma                                        | 211.369  |
| Jaraguá do Sul                                  | 170.835  |
| Palhoça                                         | 164.926  |
| Lages                                           | 158.508  |
| Balneário Camboriú                              | 135.268  |
| Brusque                                         | 128.818  |
| Tubarão                                         | 104.457  |
| São Bento do Sul                                | 82.842   |
| Camboriú                                        | 78.731   |
| Caçador                                         | 77.323   |
| Navegantes                                      | 77.137   |
| Concórdia                                       | 73.766   |
| Rio do Sul                                      | 69.188   |
| Araranguá                                       | 67.110   |
| Bron: (pt) IBGE - Populatie volgens census 2017 |          |

## Bestuurlijke indeling
De deelstaat Santa Catarina is ingedeeld in 6 mesoregio's, 20 microregio's en 293 gemeenten.

## Economie
De industriële sector is de grootste component van BBP met 52,5%, gevolgd door de dienstensector met 33,9%. Landbouw vertegenwoordigt 13,6% van BBP (2004). Santa Catarina exporteert: avicultuur 26,1%, houtproducten 15,4%, compressoren 8,5%, katoen 6,8% en voertuigen 5,8% (2002).
Aandeel van de Braziliaanse economie: 4% (2005).

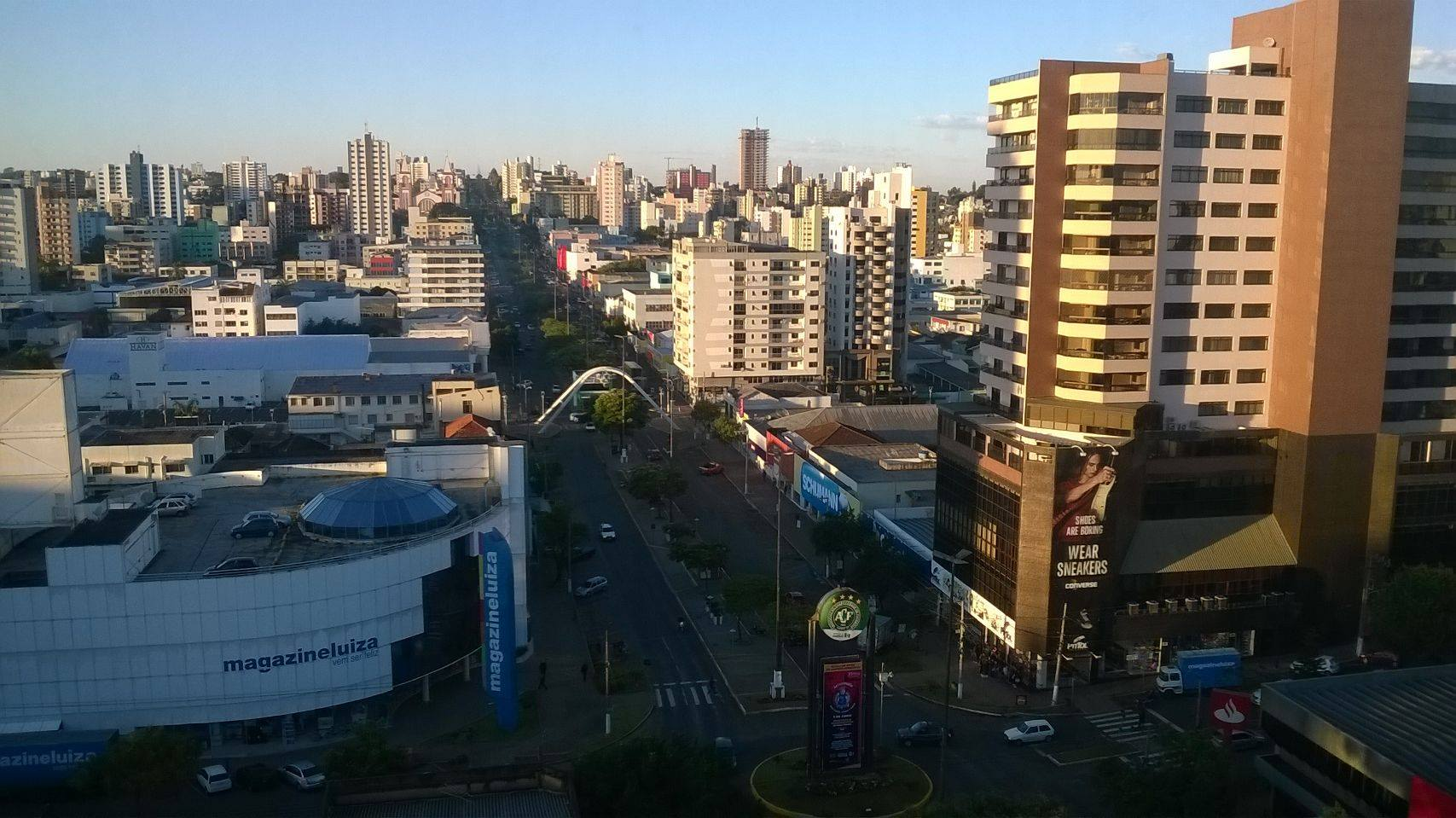
Centrum Chapecó

Santa Catarina heeft een van de hoogste levensstandaarden in Brazilië en is een belangrijk industrieel en landbouwcentrum. De hoofdstad, Florianópolis, heeft een gediversifieerde economie, is een belangrijke pool voor de technologische industrie en een belangrijke toeristische bestemming. Handel en diensten zijn ook erg sterk in de hoofdstad. Steden uit de metropool Florianópolis, zoals São José, Palhoça en Biguaçu, zijn belangrijke en diverse industriële polen, evenals sterke handelsgebieden. In het noordoosten van de staat zijn de elektrisch-mechanische, textiel- en meubelindustrieën sterk; in het westen domineren de vee- en pluimveehouderij, terwijl het in het zuiden keramiek en schaaldieren is. De corridor tussen Joinville, Jaraguá do Sul en Blumenau is sterk geïndustrialiseerd - meer dan 50% van de industriële output van de staat is geconcentreerd in dit kleine, maar hoogontwikkeld gebied.

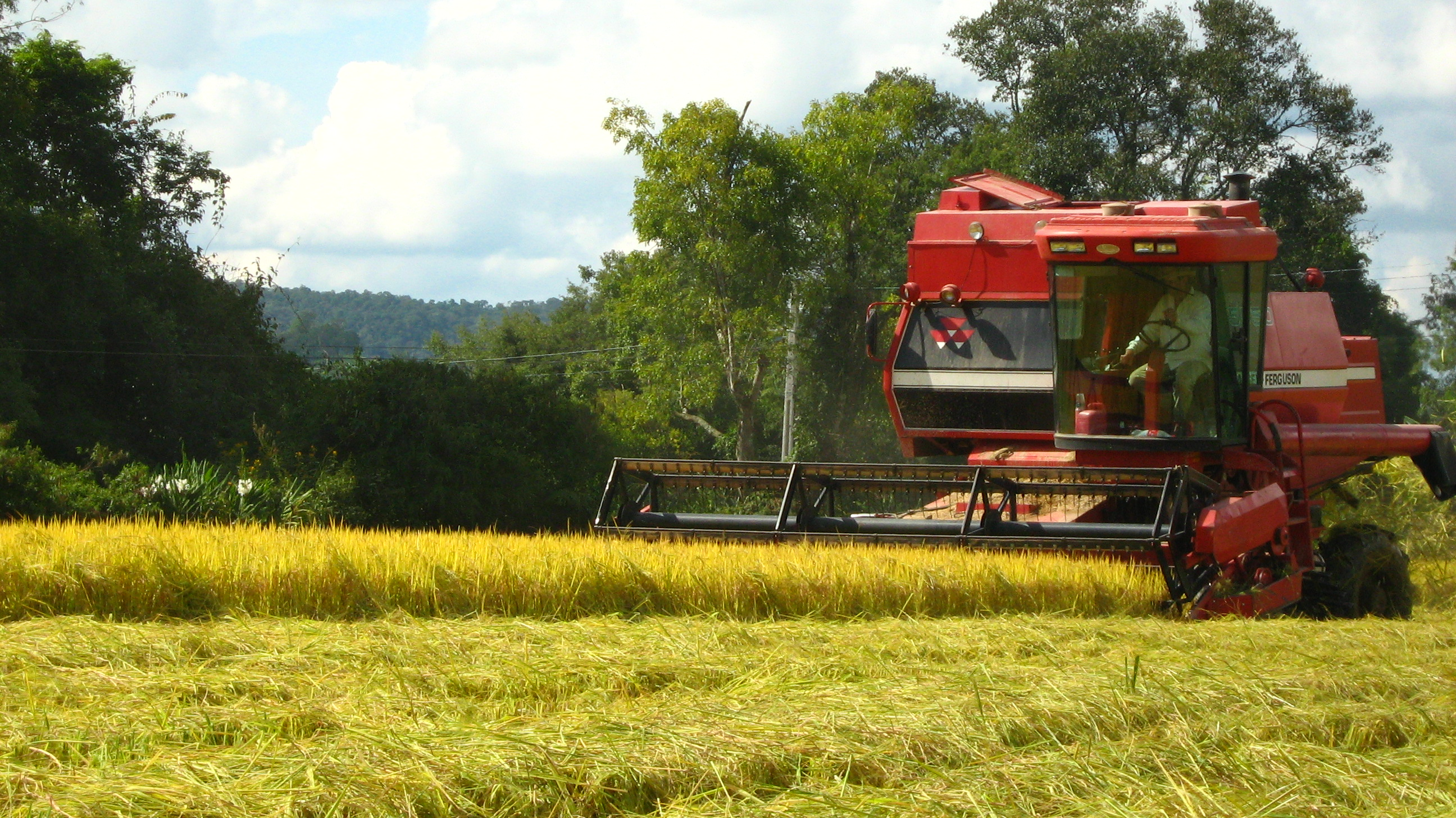
Rijst plantage nabij Rio do Sul.

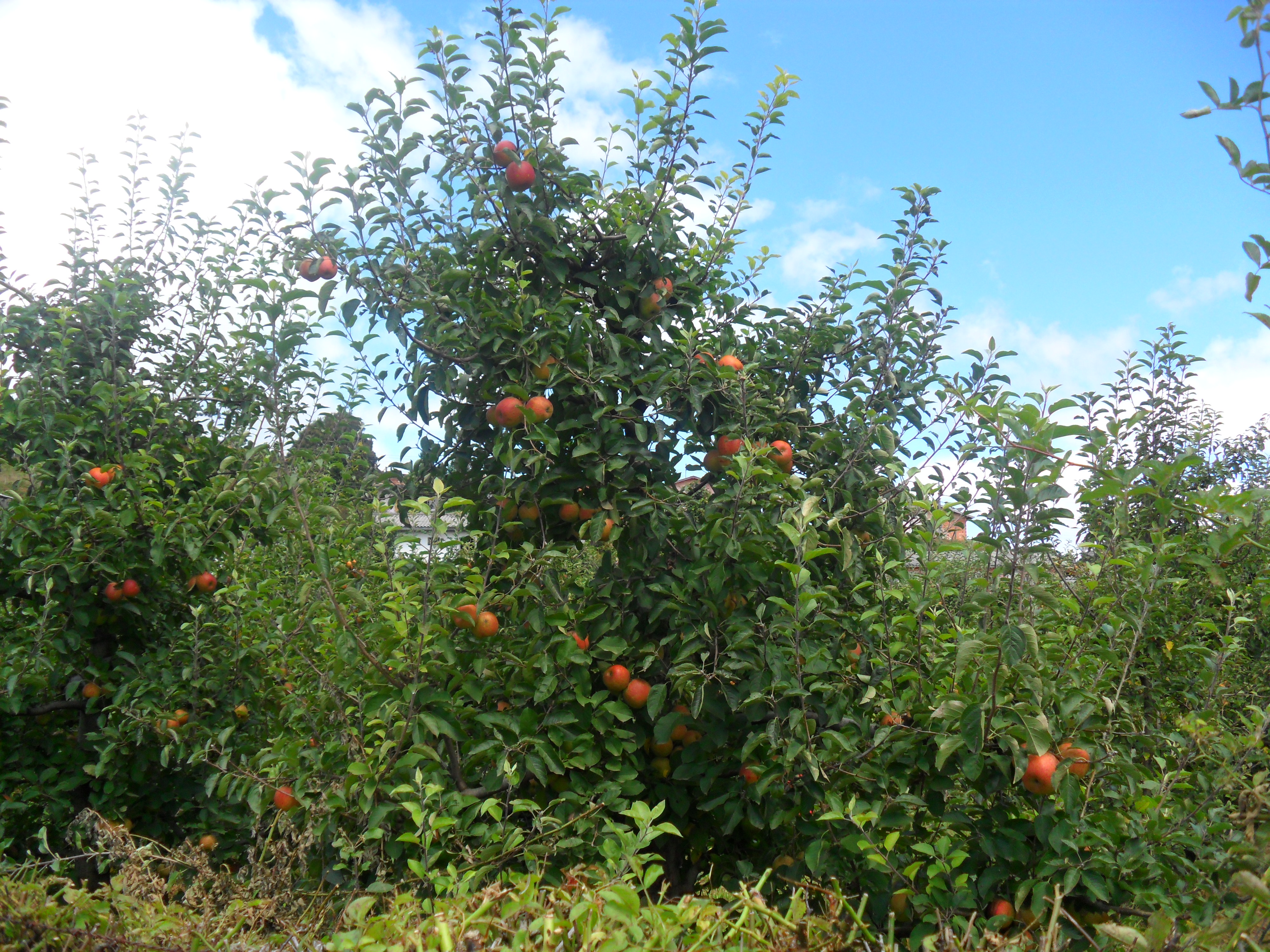
Appelbomen in Bom Jardim da Serra

In de landbouw valt de staat op in de productie van rijst, appel en ui, naast een belangrijke productie van sojabonen, maïs, banaan, druif, knoflook, gerst, tarwe en yerba mate.

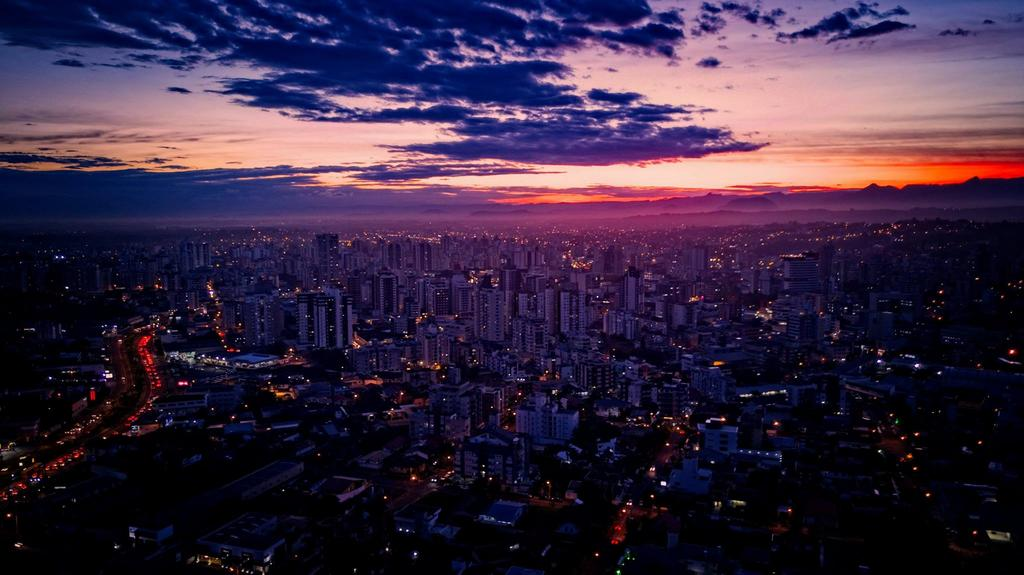
Zonsondergang in Criciúma

Met slechts 1,12% van het nationale grondgebied was Santa Catarina de 8e grootste producent van maïs en de 11e grootste producent van sojabonen in Brazilië, in het jaar 2017. Maar als we rekening houden met het volume geproduceerd door oppervlakte, wordt de staat nationaal leider in maïs, met een gemiddelde van 8100 kilo per hectare, en de tweede plaats in productiviteit in sojabonen, met 3580 kilo per hectare. In 15 jaar is er een groei van 118% in maïsproductiviteit en 58% in sojabonen. In 2019 bereikte de maïsproductie in de staat 2,8 miljoen ton (in 2018 was Brazilië de derde grootste producent ter wereld, met 82 miljoen ton).  De jaarlijkse vraag naar maïs in de staat is echter 7 miljoen ton - 97% is bestemd voor dierlijke consumptie, vooral voor de productie van varkens en vleeskuikens (83,8%), zoals Santa Catarina is de grootste varkensproducerende staat in Brazilië en het op een na grootste pluimvee. Het tekort wordt gedekt door interstatelijke invoer, voornamelijk uit Mato Grosso do Sul, Mato Grosso, Paraná en Goiás, en uit landen als Argentinië en Paraguay. In sojaproductie, in 2019 oogstte de staat 2,3 miljoen ton (Brazilië produceerde dit jaar 116 miljoen ton en is daarmee de grootste producent ter wereld).
De staat was de op een na grootste producent van rijst in het land in 2020, na Rio Grande do Sul. Dit jaar heeft de staat ongeveer 1,1 miljoen ton geoogst van het product. De totale nationale productie bedroeg dit jaar 10,5 miljoen ton.
De drie zuidelijke staten van het land zijn verantwoordelijk voor 95% van de nationale appel productie en Santa Catarina staat bovenaan de productielijst en concurreert met Rio Grande do Sul. De regio São Joaquim is verantwoordelijk voor 35% van de nationale appelplant.
Santa Catarina is ook een nationale leider in de productie van ui. In 2017 produceerde het 630 duizend ton, vooral in de gemeenten Alfredo Wagner, Angelina en Rancho Queimado.
In de productie van banaan was Santa Catarina in 2018 de vierde grootste nationale producent.
Santa Catarina was in 2018 de op twee na grootste producent van knoflook in Brazilië, met een beplante oppervlakte van ongeveer tweeduizend hectare. De regio Curitibanos is de grootste producent in de staat.
Santa Catarina is een van de weinige staten in het land die gerst verbouwt. In de periode 2007-2011 had de staat 2,5% van de nationale productie. De teelt was geconcentreerd in de microregio's van Canoinhas (57,6%), Curitibanos (26,5%) en Xanxerê (11,5%). Het is ook een van de weinige staten die tarwe verbouwt, ook vanwege de klimatologische factor. In 2019 bedroeg de geschatte productie van de staat 150 duizend ton, nog steeds klein vergeleken met de 2,3 miljoen ton die zowel Rio Grande do Sul als Paraná produceerde. Omdat het land deze 2 granen elk jaar in grote hoeveelheden moet importeren, heeft de staat geprobeerd de productie van wintergraangewassen te stimuleren met stimuleringsprogramma's.
Met betrekking tot yerba mate produceerde Santa Catarina in 2018 bijna 100 duizend ton, voornamelijk in de steden Chapecó en Canoinhas.

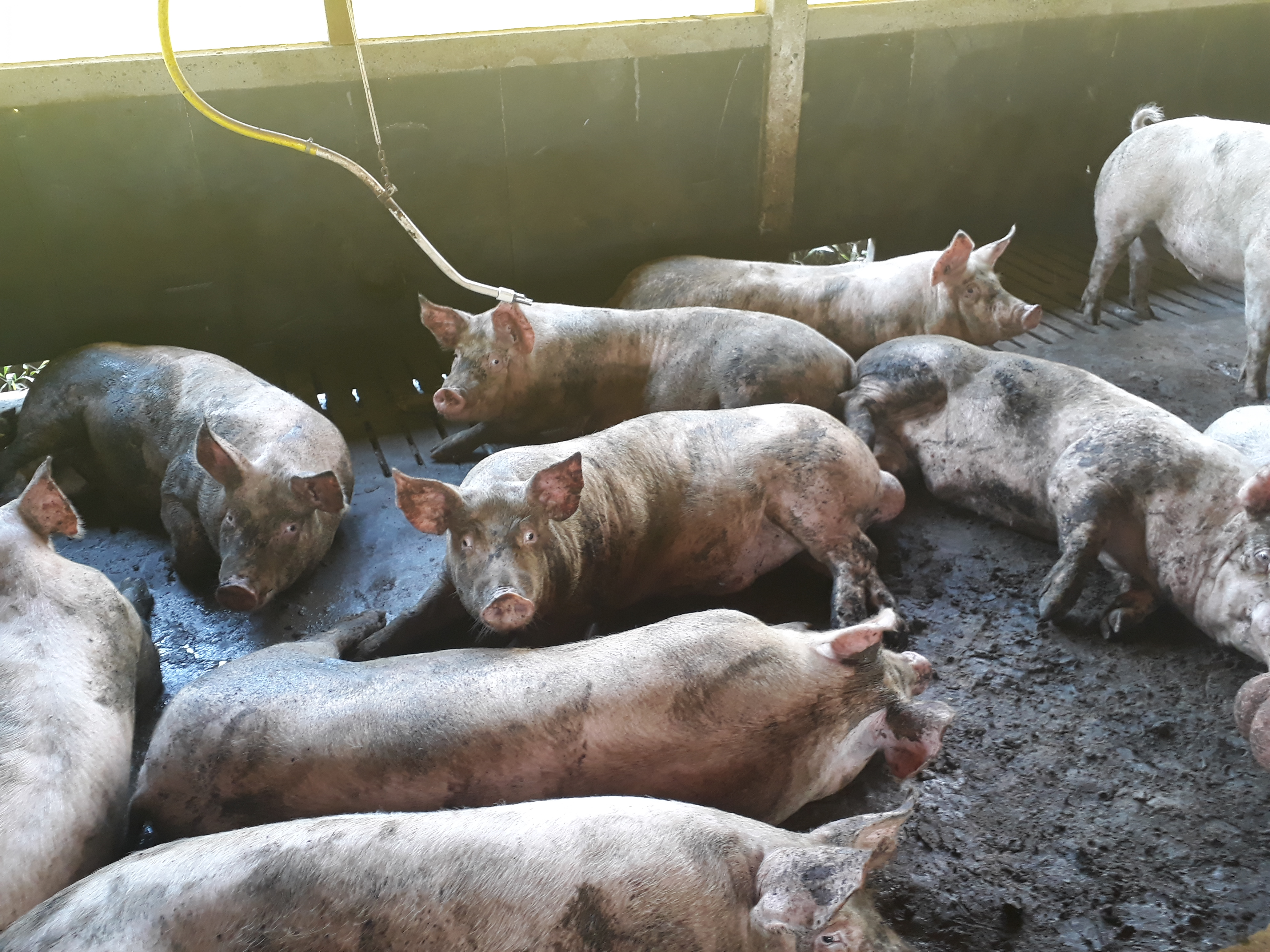
Varkenshouderij in Jaborá

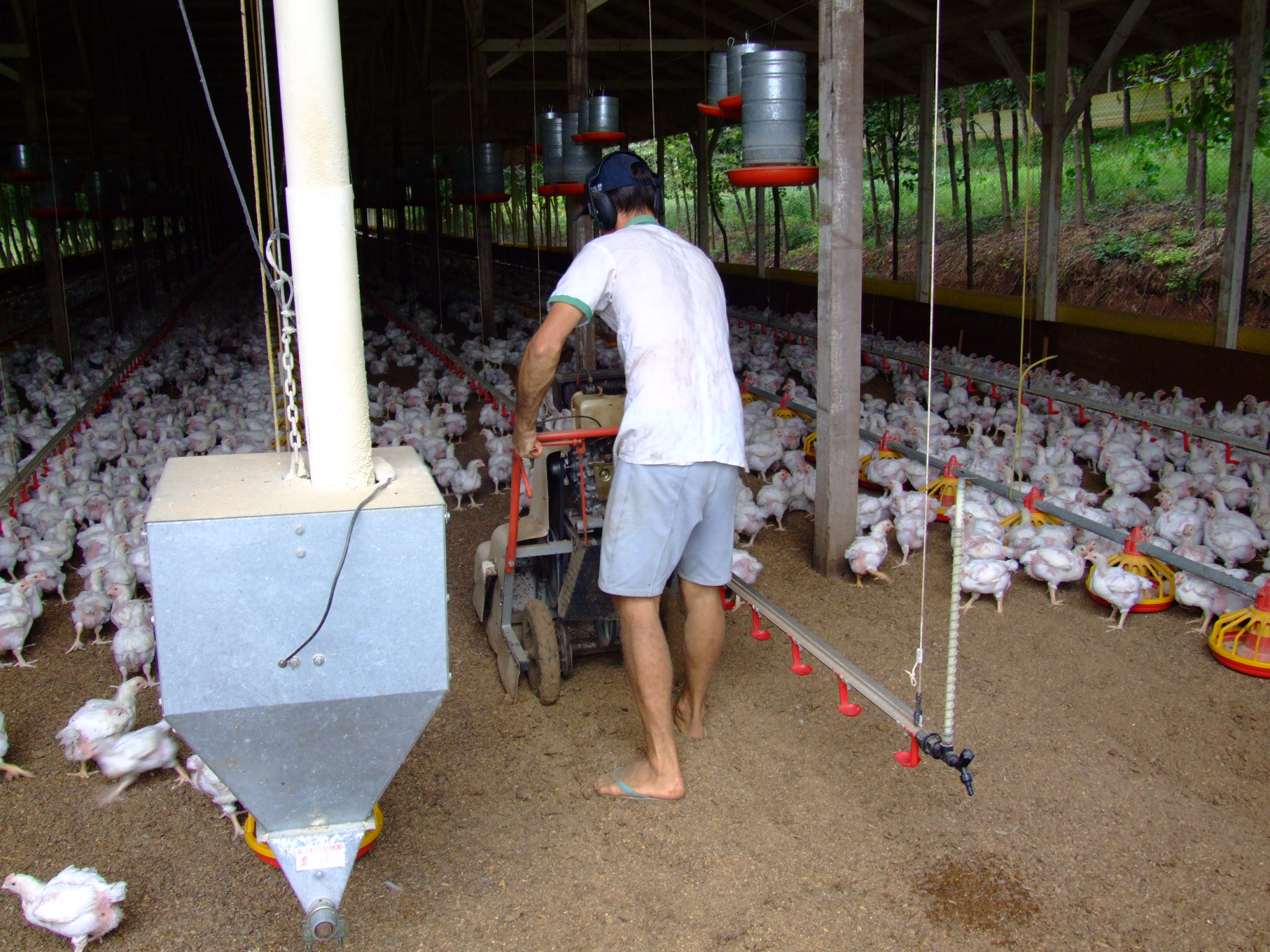
Pluimvee in Campos Novos

De staat had in 2019 een jaarlijkse productie van ongeveer 23.000 ton druiven, waarvan 86% van de staatsproductie in de gemeenten Caçador, Pinheiro Preto, Tangará en Videira. Het grootste deel van de nationale productie bevindt zich echter in Rio Grande do Sul (664,2 duizend ton in 2018).
In varkensvlees is Santa Catarina de grootste producent in Brazilië. De staat is verantwoordelijk voor 28,38% van de slachtingen van het land en voor 40,28% van de Braziliaanse export van varkensvlees. Het aantal varkens in Brazilië bedroeg in 2017 41,1 miljoen stuks. Santa Catarina had 19,7% van het totaal.
Het aantal kippen in Brazilië bedroeg 1,4 miljard stuks in 2017. Santa Catarina had 10,8% van het nationale totaal en was de vierde grootste staat van het land.
In de productie van melk is Brazilië de op vier na grootste melkproducent ter wereld, met in 2018 bijna 34 miljard liter, 4% van de wereldproductie. De staat Santa Catarina was verantwoordelijk voor 8,78% van de nationale productie, bijna 3 miljard liter melk. Bij de productie van kippen en eieren vertegenwoordigde Santa Catarina 4,58% van het nationale totaal, dat was 3,6 miljard tientallen in 2018. Alleen de staat was verantwoordelijk voor 165 miljoen tientallen.
Bij het fokken van vee had Brazilië in 2017 bijna 215 miljoen stuks vee. Santa Catarina had in 2018 ongeveer 5 miljoen stuks vee.
Santa Catarina was de 5e grootste honing producent van het land in 2017, met 10,2% van het nationale totaal.
Visserij speelt een belangrijke rol in de economie van de staat. De productie van oester s, sint-jakobsschelpen en mossels in Brazilië bedroeg 20,9 duizend ton in 2017. Santa Catarina was de belangrijkste producerende staat, verantwoordelijk voor 98,1% van de nationale productie. Palhoça, Florianópolis en Bombinhas voerden de ranglijst van gemeenten aan.
Santa Catarina is de grootste steenkool producent in Brazilië, voornamelijk in de stad Criciúma en omgeving. De productie van ruwe minerale steenkool in Brazilië bedroeg 13,6 miljoen ton in 2007. Santa Catarina produceerde 8,7 Mt (miljoen ton); Rio Grande do Sul, 4,5 Mt; en Paraná, 0,4 Mt. Ondanks de winning van minerale steenkool in Brazilië, moet het land nog steeds ongeveer 50% van de verbruikte steenkool importeren, aangezien de in het land geproduceerde steenkool van lage kwaliteit is, omdat het een lagere koolstofconcentratie heeft. Onder de landen die Brazilië voorzien van minerale steenkool zijn Zuid-Afrika, de VS en Australië. Minerale steenkool in Brazilië levert met name thermo-elektrische centrales die ongeveer 85% van de productie verbruiken. De cementindustrie in het land daarentegen krijgt ongeveer 6% van deze steenkool, waardoor 4% overblijft voor de productie van cellulosepapier en slechts 5% voor de voedsel-, keramiek- en granenindustrie. Brazilië heeft reserves van turf, bruinkool en steenkool. Steenkool bevat in totaal 32 miljard ton aan reserves en bevindt zich voornamelijk in Rio Grande do Sul (89,25% van het totaal), gevolgd door Santa Catarina (10,41%). Alleen al de Candiota Deposit (RS) heeft 38% van alle nationale steenkool. Omdat het een steenkool is van inferieure kwaliteit, wordt het alleen gebruikt voor het opwekken van thermo-elektrische energie en op de plaats van de afzetting. De oliecrisis in de jaren zeventig bracht de Braziliaanse regering ertoe het Energy Mobilization Plan op te stellen, met intensief onderzoek om nieuwe steenkoolreserves te ontdekken. De Geologische Dienst van Brazilië heeft door werkzaamheden in Rio Grande do Sul en Santa Catarina de eerder bekende steenkoolreserves tussen 1970 en 1986 (voornamelijk tussen 1978 en 1983) aanzienlijk vergroot. Steenkool van goede kwaliteit, geschikt voor gebruik in de metallurgie en in grote hoeveelheden (zeven miljard ton), werd vervolgens ontdekt in verschillende afzettingen in Rio Grande do Sul (Morungava, Chico Lomã, Santa Teresinha), maar op relatief grote diepten (tot 1.200 m), wat het gebruik ervan tot nu toe heeft belemmerd. In 2011 was steenkool goed voor slechts 5,6% van het energieverbruik in Brazilië, maar het is een belangrijke strategische bron, die kan worden geactiveerd wanneer bijvoorbeeld het waterpeil in de dammen erg laag is, waardoor de toevoer van water te sterk wordt verminderd. waterkracht. Dit gebeurde in 2013, toen verschillende thermo-elektrische centrales werden gesloten, waardoor de noodzakelijke voorraad werd gehandhaafd, zij het tegen hogere kosten.
Over industrie had Santa Catarina in 2017 een industrieel bbp van R $ 63,2 miljard, wat overeenkomt met 5,3% van de nationale industrie. Het heeft 761.072 werknemers in de industrie in dienst. De belangrijkste industriële sectoren zijn: bouw (17,9%), voeding (15,9%), kleding (7,4%), industrieel openbaar nut, zoals elektriciteit en water (6,9%), en textiel (6,0%). Deze 5 sectoren concentreren 54,1% van de industrie van de staat.
De belangrijkste industriële centra in Santa Catarina zijn Jaraguá do Sul, Joinville, Chapecó en Blumenau. De eerste heeft een gediversifieerd karakter, met fabrieken van weefsels, voedingsproducten, gieterijen en de mechanische industrie. De economie van Chapecó is gebaseerd op de agribusiness. Blumenau concentreert zijn activiteit in de textielindustrie (samen met Gaspar en Brusque) en sinds kort ook in de software-industrie. In het binnenland zijn er tal van kleine productiecentra, zowel verbonden met de industrialisatie van hout als met de verwerking van landbouw- en pastorale producten.

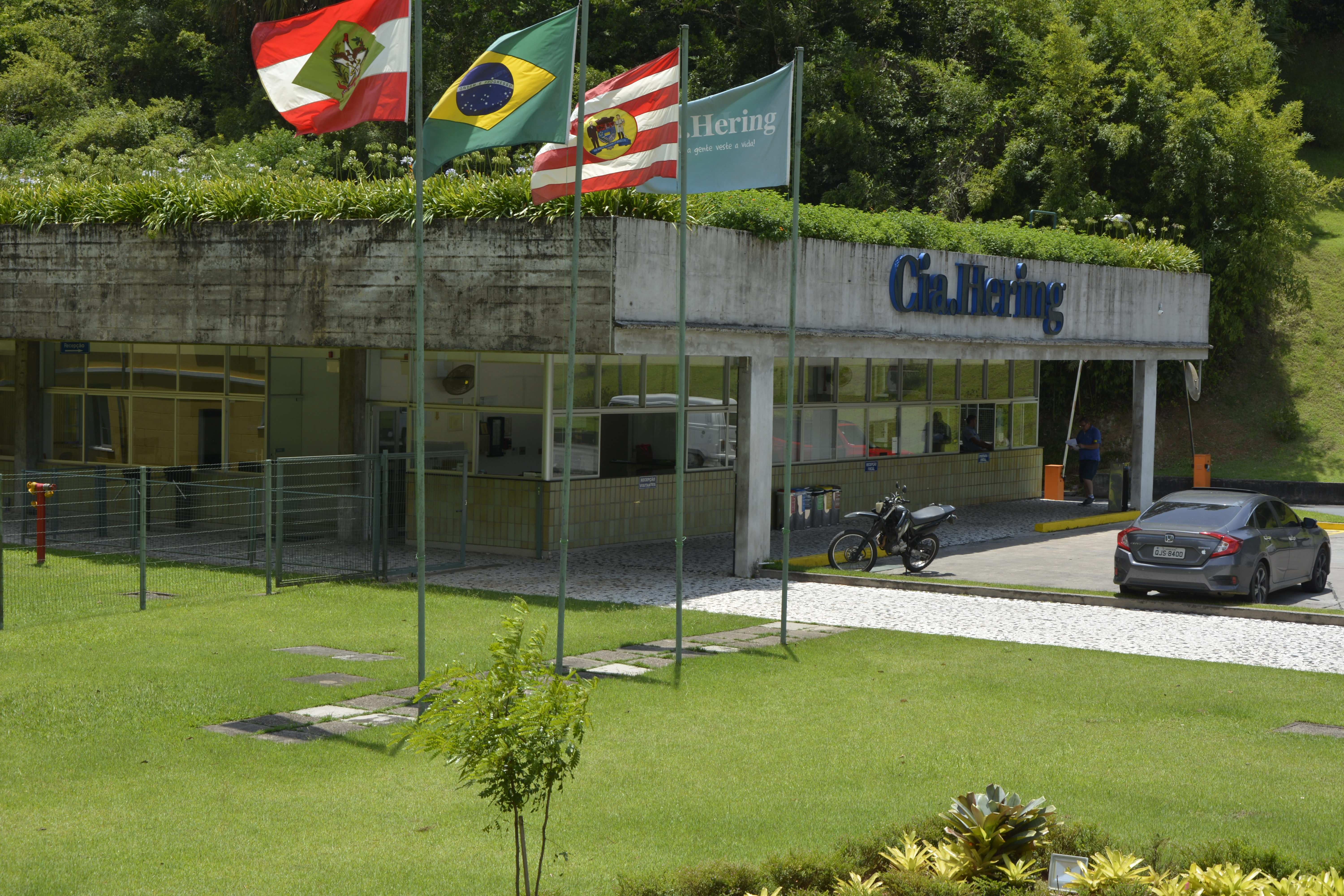
Hering hoofdkantoor, in Blumenau

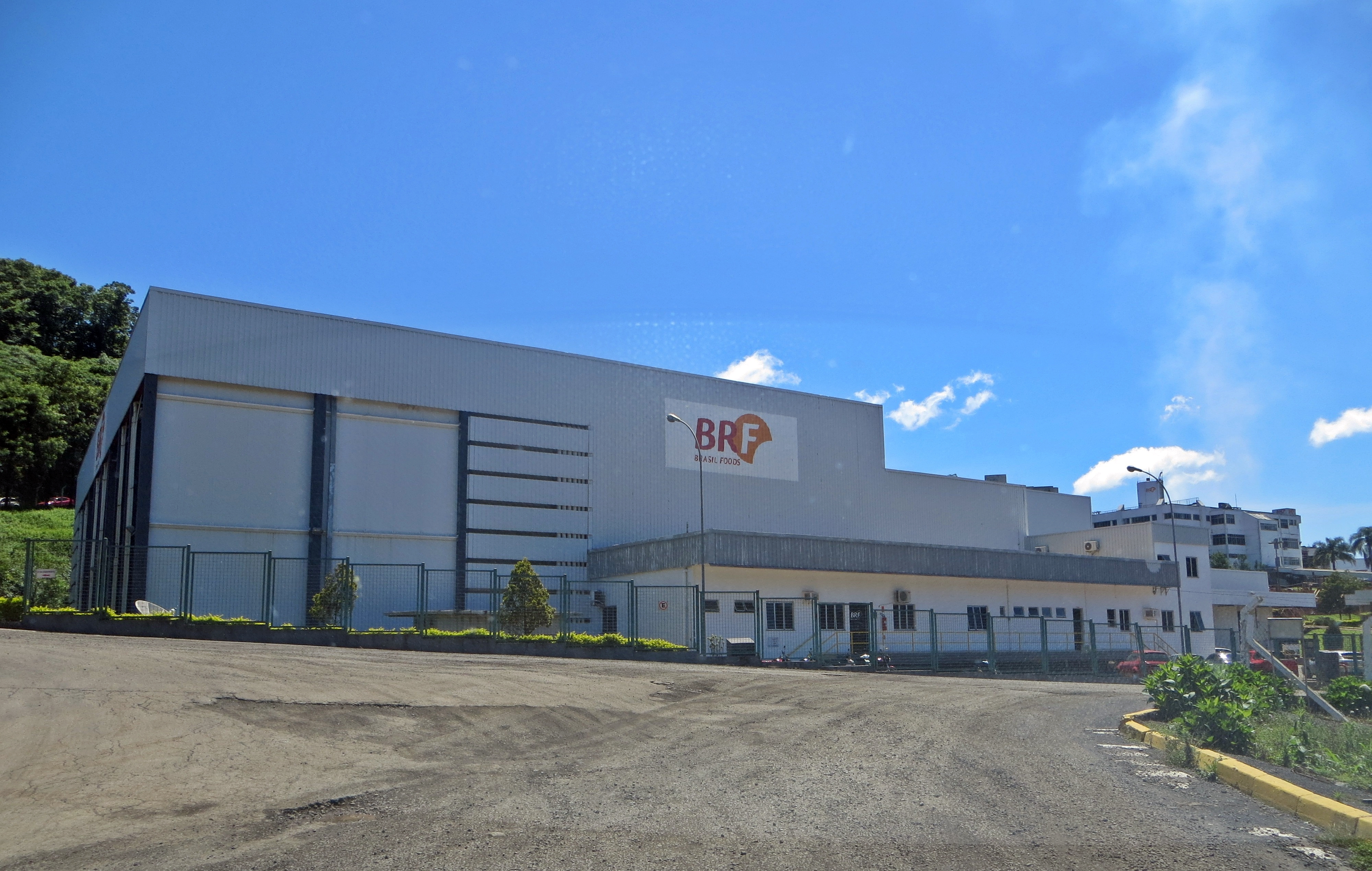
Hoofdkantoor Perdigão, in Videira

In Textielindustrie valt Santa Catarina op. Ondanks dat Brazilië in 2013 een van de 5 grootste producenten ter wereld was en representatief is voor de consumptie van textiel en kleding, heeft het nauwelijks een plaats in de wereldhandel. In 2015 stond de Braziliaanse invoer op de 25e plaats op de ranglijst (US $ 5,5 miljard). En in de export stond het slechts 40e op de wereldranglijst. De deelname van Brazilië aan de wereldhandel in textiel en kleding bedraagt slechts 0,3%, omdat het moeilijk is om qua prijs te concurreren met producenten in India en voornamelijk in China. De brutowaarde van de productie, inclusief het verbruik van intermediaire goederen en diensten, door de Braziliaanse textielindustrie kwam overeen met bijna R $ 40 miljard in 2015, 1,6% van de brutowaarde van de industriële productie in Brazilië. Het Zuiden heeft 32,65% van de productie. Van de belangrijkste textielclusters in Brazilië vallen de Vale do Itajaí (SC) op. In 2015 was Santa Catarina de 2e grootste textiel- en kledingwerkgever in Brazilië. Het bezette het nationale leiderschap in de productie van kussens en is de grootste producent in Latijns-Amerika en de tweede ter wereld in geweven labels. Het is de grootste exporteur in het land van toilet- / keukenkleding, katoenen badstoffen en katoenen gebreide overhemden. Enkele van de beroemdste bedrijven in de regio zijn Hering, Malwee, Karsten en Haco.
In voedingsindustrie was Brazilië in 2019 de op een na grootste exporteur van bewerkte voedingsmiddelen ter wereld, met een exportwaarde van U $ 34,1 miljard. De omzet van de Braziliaanse voedings- en drankenindustrie in 2019 bedroeg R $ 699,9 miljard, 9,7% van het bruto binnenlands product van het land. In 2015 telde de industriële voedings- en drankensector in Brazilië 34.800 bedrijven (bakkerijen niet meegerekend), waarvan de overgrote meerderheid klein was. Bij deze bedrijven werkten meer dan 1.600.000 werknemers, waardoor de voedingsmiddelen- en drankenindustrie de grootste werkgever in de maakindustrie is. Er zijn ongeveer 570 grote bedrijven in Brazilië, die een groot deel van de totale omzet van de industrie samenbrengen. De top 50 bestond uit: JBS, AmBev, Bunge, BRF, Cargill, Marfrig, LDC do Brasil, Amaggi, Minerva Foods, Coca Cola Femsa, Aurora, Vigor, M. Dias Branco, Camil Alimentos, Solar.Br, Granol, Caramuru Alimentos, Bianchini, Copacol, Citrosuco, Três Corações Alimentos SA, Itambé, Ajinomoto, Algar Agro, Piracanjuba, Vonpar, Agrex, Frimesa, GTFoods Group, Grupo Simões, Elebat Alimentos, Garoto, Pif Paf Alimentos, J. Macêdo, Frigol, Josapar, Olfar Alimento e Energia, Embaré, Alibem, Dalia Alimentos, Asa Participações, Cacique, Frisa, Arroz Brejeiro, Gomes da Costa, Pamplona, Moinhos Cruzeiro do Sul, Better Beef, SSA Alimentos en Correcta. Santa Catarina heeft bedrijven opgericht zoals Sadia en Perdigão (die later fuseerden tot BRF), Seara Alimentos (die tegenwoordig eigendom is van JBS) , Aurora (alle vleesspecialisten), Gomes da Costa (vis en blik), Eisenbahn Brewery en Hemmer Alimentos (specialist in conserven zoals komkommer, biet, palmhart e.d.).
In de sector automobiel heeft de staat fabrieken van GM en BMW.
In de noordelijke regio van de staat (Canoinhas, Três Barras, Mafra) vallen de hout en papierindustrie op, waar grote industrieën geconcentreerd zijn vanwege het potentieel en het bestaan van grondstoffen in de regio. In de Serra-industrieën (Rio Negrinho en São Bento do Sul) wordt hout verwerkt tot verschillende derivaten en eindproducten. Nationaal onderscheidt de staat zich in de productie van houten meubelen. In deze steden is, samen met de stad Palhoça, het grootste volume aan bedrijven geconcentreerd. De industrie heeft een aandeel van 7,5% in de nationale sector. De staat is de op een na grootste meubelexporteur van het land (2014). De houtindustrie van Santa Catarina valt op met een aandeel van 17,1% in Brazilië. Het is een van de grootste in het land in de productie van houten deuren en is een nationale leider in kozijnen.
Verantwoordelijk voor het afhandelen van R $ 6,5 miljard bruto waarde van de industriële productie van Santa Catarina, de papier en cellulose sector is een van de belangrijkste economische roepingen van het bergachtige deel van de staat. In Santa Catarina is het de 8e in export en de 10e in het creëren van banen, met meer dan 20,2 duizend vacatures, volgens gegevens uit 2015. De gemeenten Lages en Otacílio Costa vertegenwoordigen samen ongeveer 47% van de export van de rol van de staat in de pulp- en papiersector.
In het zuiden van de staat (inclusief de steden Imbituba, Tubarão, Criciúma, Forquilhinha, Içara en Urussanga) zijn de belangrijkste keramiek tegelfabrieken in Brazilië. De staat Santa Catarina leidt in het land ook de productie van serviesgoed en kristallen.
Het noordoosten van de staat valt op door de productie van motorcompressoren, auto-onderdelen, koelkasten, motor en elektrische componenten, industriële machines, buizen en verbindingen. In Santa Catarina onderscheidt de machine- en uitrustingsindustrie zich door de fabricage van compressoren, aangezien het een leider is in de export van dit product tussen de staten van het land. Het is ook een belangrijke producent van bosbouwmaterieel. In de metallurgie heeft de staat de grootste nationale fabrikant van roestvrijstalen gootstenen, vaten en tanks, trofeeën en medailles, bevestigingselementen (schroeven, moeren, enz.), Dubbelwandige tanks voor brandstoffen, industriële drukvaten en smeedbaarijzeren verbindingen. Het is een wereldleider in motorblokken en ijzeren koppen en is de grootste exporteur van dit product in Brazilië.
In de sector leren schoenen (Schoenenindustrie) heeft de staat een productiepost in São João Batista.
In de bedrijfstak huishoudelijke apparaten bedroeg de verkoop van zogenaamde "white line" -apparatuur (koelkast, airconditioning en andere) in 2017 12,9 miljoen stuks. De sector had in 2012 een piekverkoop met 18,9 miljoen stuks. De merken die het meest verkochten waren Brastemp, Electrolux, Consul en Philips. Consul komt oorspronkelijk uit Santa Catarina, is gefuseerd met Brastemp en maakt tegenwoordig deel uit van de multinational Whirlpool Corporation.
De grote steden en hun respectieve velden zijn:
- Florianópolis, technologie; toerisme; Diensten; handel; regering; opleiding.
- Joinville, metaalmonteur; auto; toerisme / evenementen; software ontwikkeling; handel; plastic; textiel; scheikunde; opleiding.
- Blumenau, textiel; software; handel en bier.
- São José, industrie; handel en diensten.
- Criciúma, keramiek.
- Chapecó, vee- en pluimveehouderij.
- Lages toerisme en houtindustrie.
- Itajai, zeehaven.
- Jaraguá do Sul, elektromotoren en textiel.
- Palhoça, industrie.
- Balneário Camboriú toerisme; handel.
- Tubarão. Keramiek
- Brusque, textiel.
- Rio Negrinho, meubels.
- Caçador, meubels; metaalmechanica; agribusiness.
- Campos Novos, agribusiness.
- Concórdia, varkensindustrie.
- Curitibanos, Agribusiness, houtindustrie, onderwijs.
- São Joaquim, toerisme.

## Geboren in Santa Catarina
- Mateus Greipel (1979), autocoureur

## Enkele steden in Santa Catarina

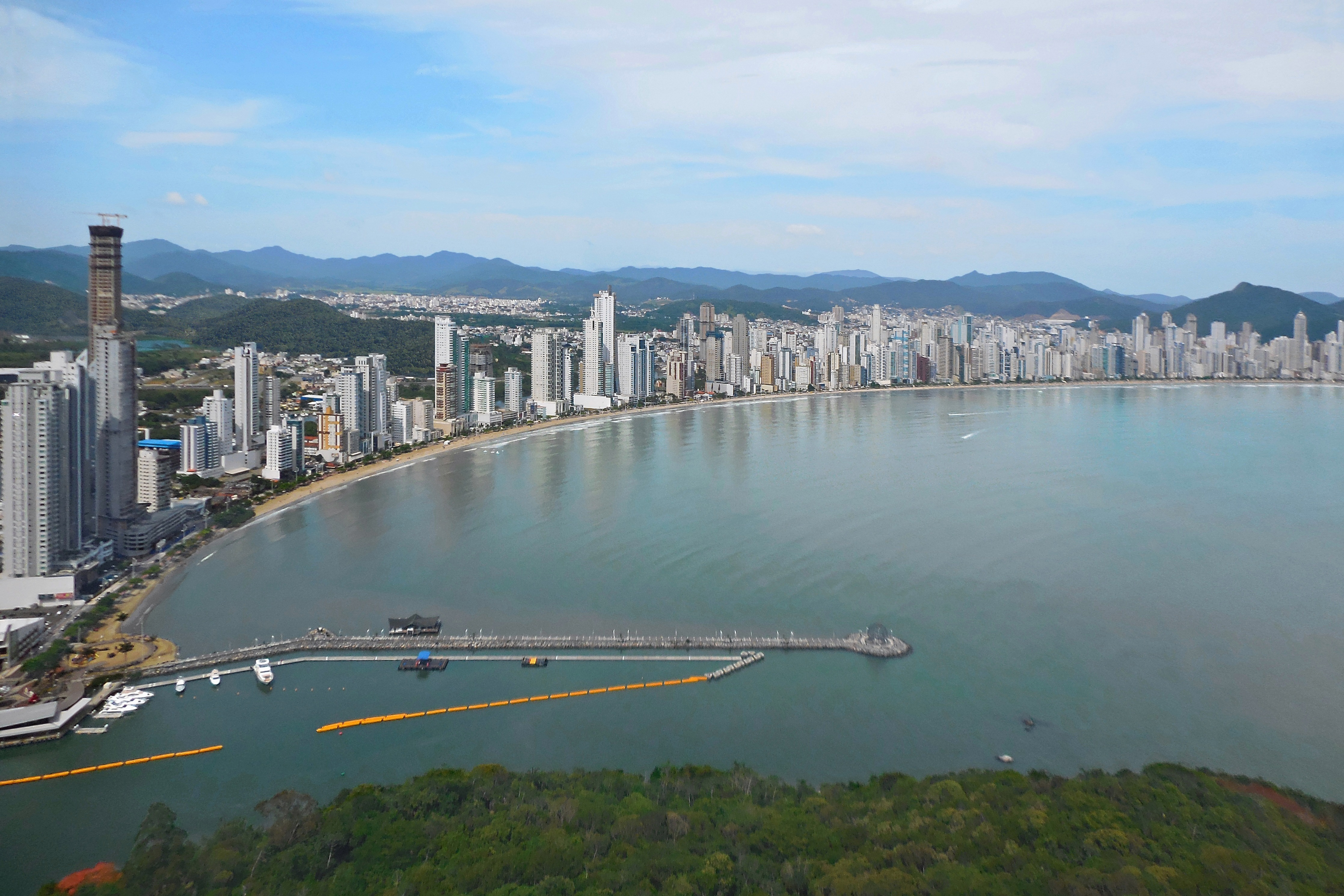
Balneário Camboriú
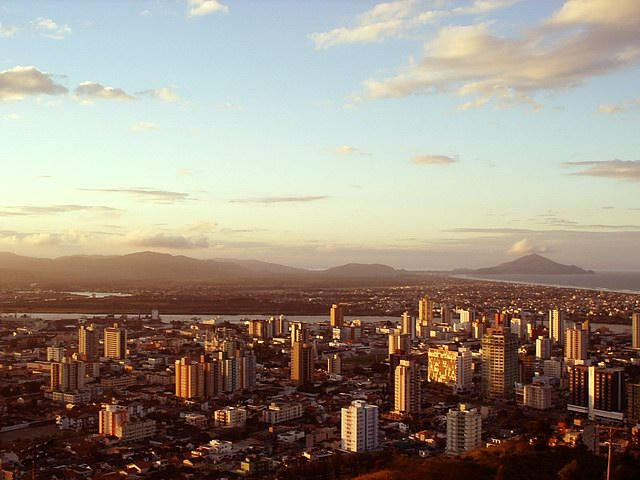
Itajaí
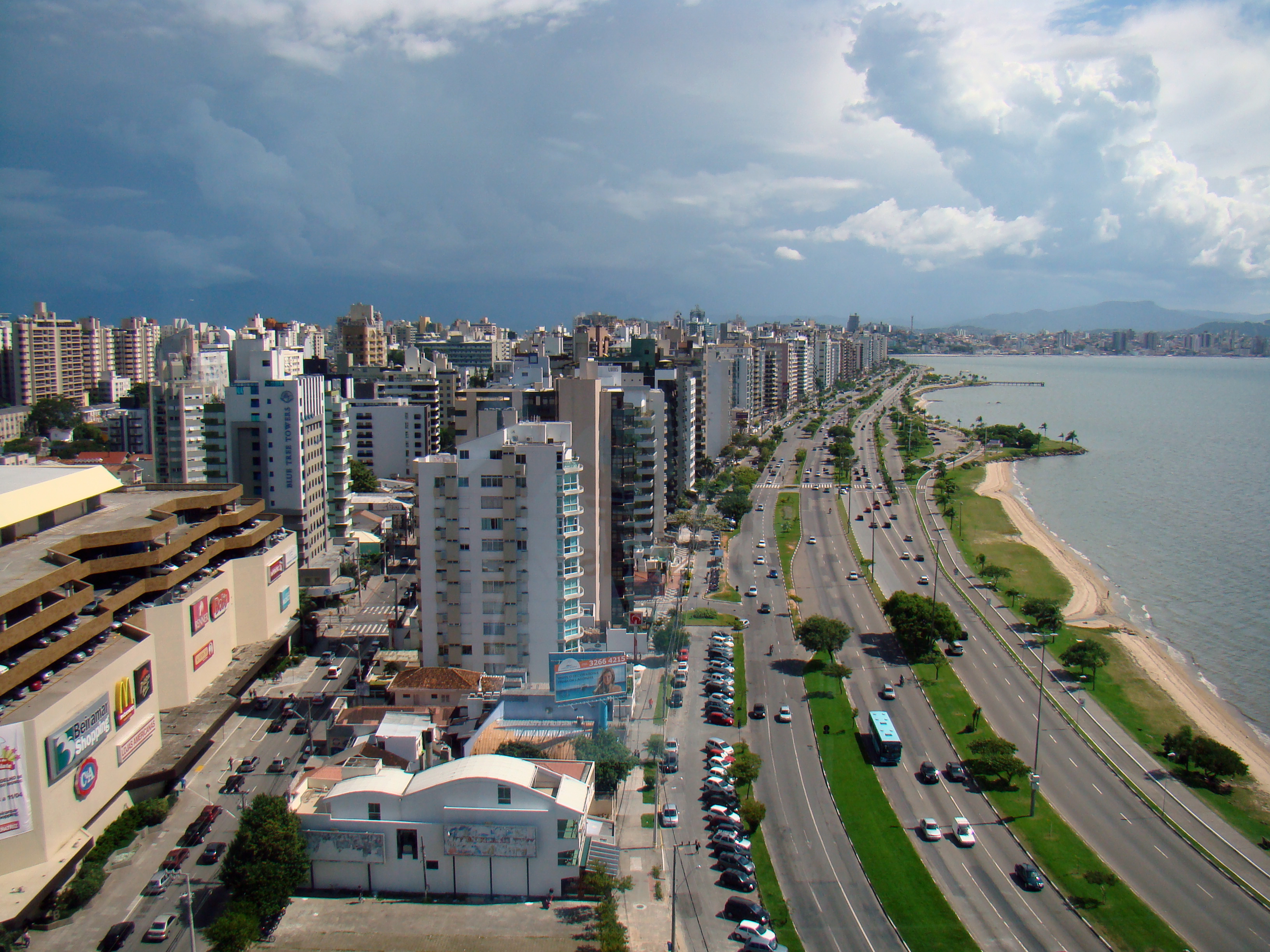
Florianópolis

## Natuurschoon in Santa Catarina

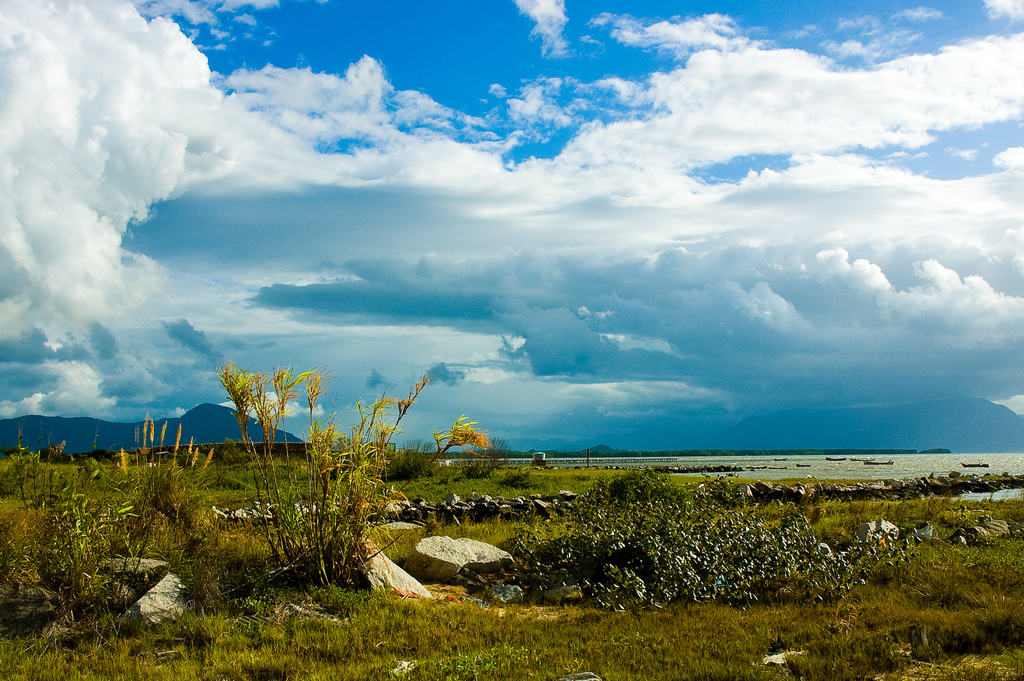
Baai ten zuiden van Florianópolis
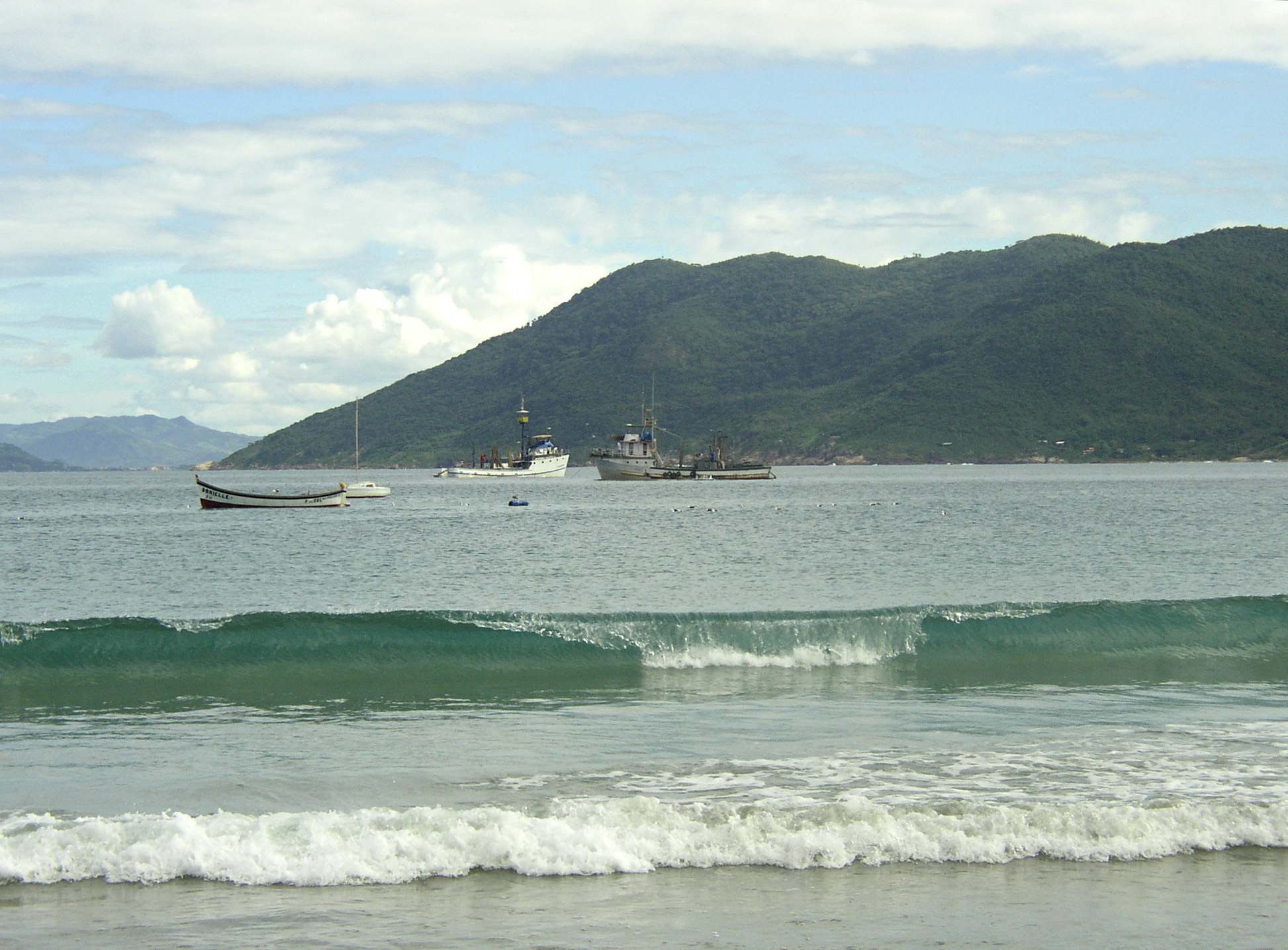
Floripa Pantano do Sul